# 苏尔 (阿曼)

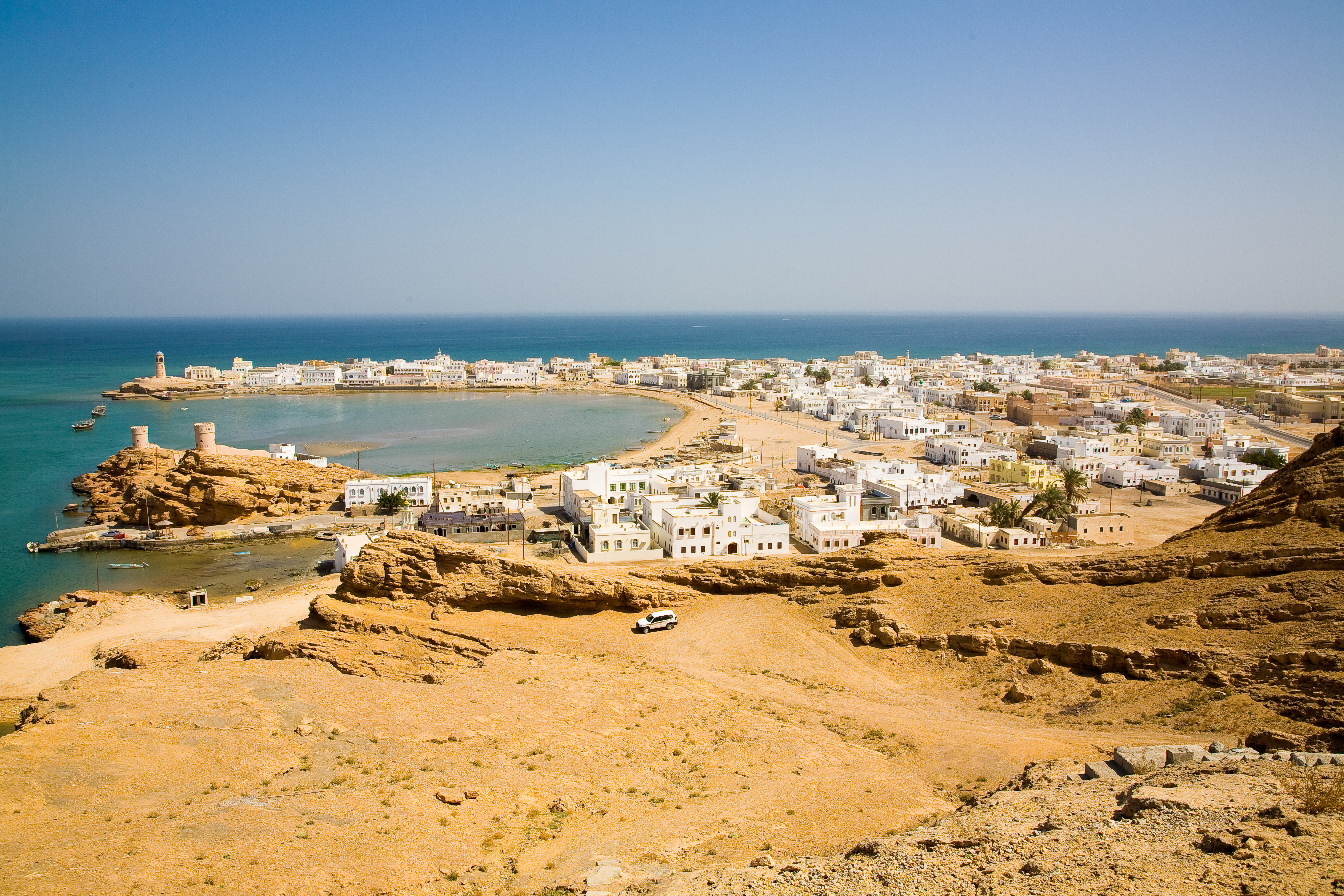
Sur

苏尔（阿拉伯语：‎）是阿曼东部区的首府，濒临阿曼湾，苏尔位于首都马斯喀特之东南方约150公里。

## 氣候
苏尔當地是炎热的沙漠气候，降雨量很少，而且温度很高，即使夜间温度也不會很低。3月是苏尔最潮湿的月份，而9月是最干燥的月份。有时苏尔会受到飓风的影響。